# Kolvakero
Kolvakero är en kulle i Finland.   Den ligger i den ekonomiska regionen  Fjäll-Lappland  och landskapet Lappland, i den norra delen av landet, 800 km norr om huvudstaden Helsingfors. Toppen på Kolvakero är 444 meter över havet, eller 76 meter över den omgivande terrängen. Bredden vid basen är 1,6 km.
Terrängen runt Kolvakero är huvudsakligen platt, men söderut är den kuperad.  Trakten runt Kolvakero är nära nog obefolkad, med mindre än två invånare per kvadratkilometer.